# Зимна Вода (річка)
Зи́мна Вода́ (інша назва  — Вишенька) — річка в Україні, в межах міста Львова (витоки), а також Львівського і Яворівського районів Львівської області. Ліва притока Домажиру (басейн Дністра). 

## Опис
Довжина річки 16 км, площа басейну 107 км². Річище слабо звивисте, в нижній течії місцями каналізоване. Заплава місцями заболочена.

## Розташування
Витоки розташовані в південній частині міста Львова, між вулицями Наукова і Стрийська. Річка тече спершу переважно на захід, після села Лапаївки повертає на північ, а після селища Рудно — на північний захід. Впадає у Домажир на західній околиці села Солуки.

## Притоки
Кульпарківський потік, Білогорський потік (праві). 

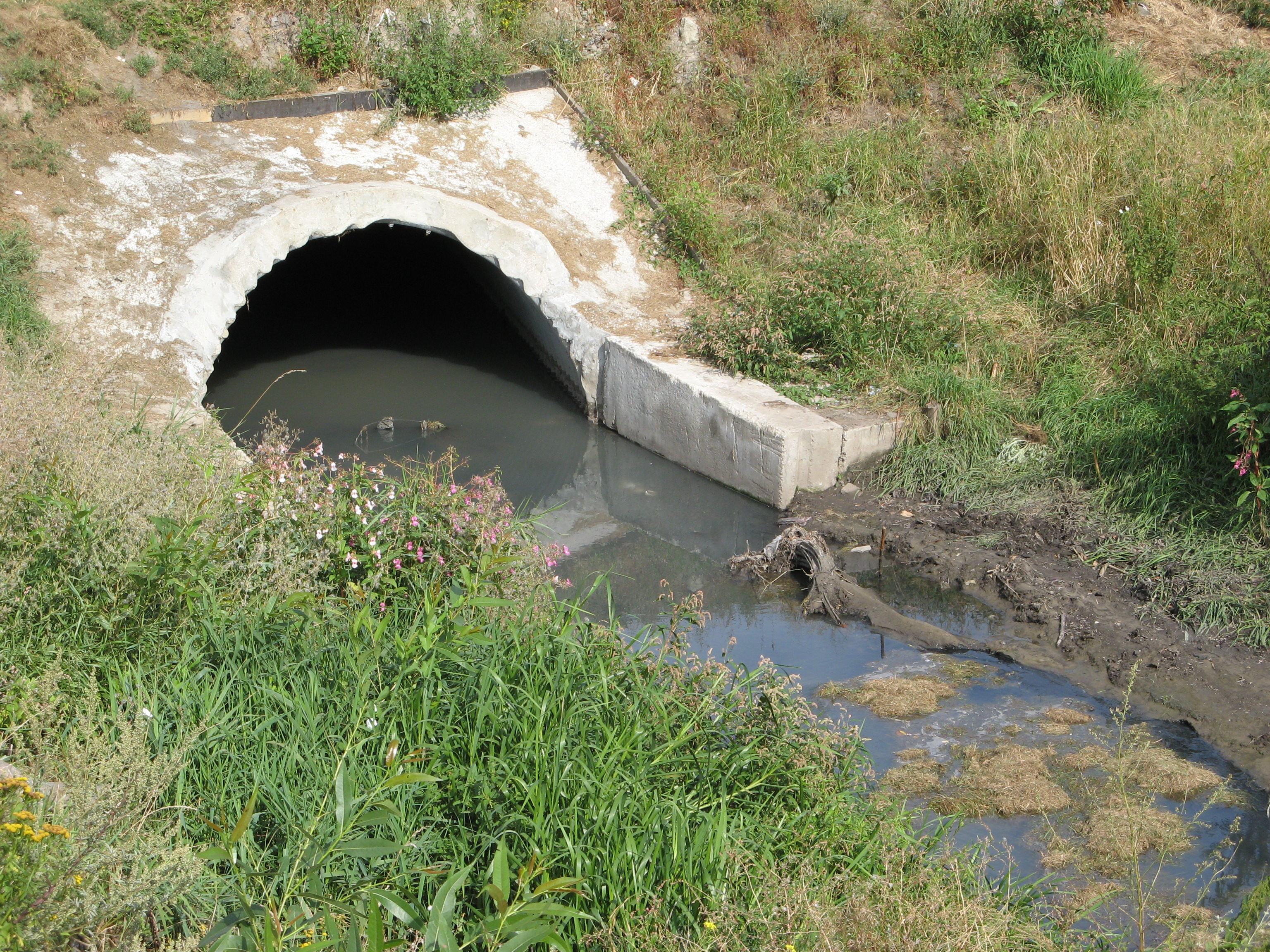
Вихід на денну поверхню (в районі Львівського аеропорту) Кульпарківського потоку — головного забруднювача Зимної Води